# Patrick Ben Soussan
Pour les articles homonymes, voir Ben Soussan.
Patrick Ben Soussan, né le 16 août 1956 à Rabat au Maroc, est un pédopsychiatre français.

## Biographie
Patrick Ben Soussan naît au Maroc. Sa famille s'installe ensuite à Bordeaux où il fait des études de médecine et une spécialisation en psychiatrie et pédopsychiatrie. Il suit dans le même temps un cursus de formation psychanalytique. Il exerce en tant que praticien hospitalier pendant plus de 20 ans en maternité, unité de néonatologie, pédopsychiatrie ou en CAMSP, à Bordeaux, Libourne, sur l'île de la Réunion (CH St Pierre le Tampon et CAMSP de Saint-Louis),à l'Hôpital San Salvadour (AP-HP) à Hyères, au CAMSP du CH d'Aix-en Provence et à Marseille (CAMSP Timone). Il dirige ensuite de 2000 à fin 2023 le département de psychologie clinique de l’Institut Paoli-Calmettes, centre régional Paca-Corse de lutte contre le cancer .

### Activités scientifiques et professionnelles
De 1994 à 2000, il organise à Bordeaux un colloque sur la toute petite enfance, les Vendanges de Monsieur Bébé. Depuis 2006, il organise avec les éditions Érès, à Toulouse, les journées Spirale destinées aux professionnels de la petite enfance et de la périnatalité. Il dirige la revue Spirale, dont il coordonne plusieurs numéros et les collections « Mille et un bébés », « 1001 et + », « Même pas vrai », l'Ailleurs du corps et "69" chez le même éditeur érès.
Il a organisé, dans le cadre de ses activités en cancérologie, un colloque national « Corps, culture et cancer » à Marseille, depuis 2004.
Il dirige la revue Cancer(s)&psy(s) et la collection du même nom chez Érès.
Il a été coordinateur, avec Michel Soulé et Sylvain Missonnier, du groupe clinique « Le Premier chapitre » dans le cadre de la WAIMH francophone.
Il a été président de l’Agence nationale des pratiques culturelles autour de la littérature jeunesse (Quand les livres relient) de 2009 à 2011 et a été président du Théâtre - jeunes publics tous publics – Massalia, à Marseille de 2004 à 2008.
Il a créé en 2012, à Marseille, dans le quartier de la Belle de Mai une crèche expérimentale, qui accueille 50 enfants et dont le projet est basé sur la mixité sociale et l'éveil culturel et artistique,. La crèche, en collaboration avec l'Association Spirale, organise tous les deux ans un colloque national sur l'accueil de la petite enfance,,,.

## Publications
- Parents, on vous prend pour des cons!, Toulouse, Érès, Coll. 1001 Bébés (Au côté des parents), 2024.
- Ma bibliothèque idéale pour les tout-petits, Toulouse, Érès, Coll. 1001 Bébés, 2022.
- Les livres et les enfants d'abord, Toulouse, Érès, Coll. 1001 Bébés, 2022.
- Comment survivre à ses enfants ? Ce que la parentalité positive ne vous a pas dit, Toulouse, Érès, Coll. 1001 Bébés, 2019.
- De l'art d'élever des enfants (im)parfaits, Toulouse, Érès, Coll. 1001 Bébés, 2018
- Qu'apporte la littérature jeunesse aux enfants… Et à ceux qui ne le sont plus ?, Toulouse, Érès, Coll. 1001 Bébés, 2014.
- Tout n’est pas forcément psy !, Paris, Larousse, 2011.
- Manifeste pour une vraie politique de l’enfance, Toulouse, Érès, 2011.
- Dolto, si tu reviens, j’annule tout, Toulouse, Érès, coll. « Mille et Un Bébés », 2008.
- Les bébés vont au théâtre, Toulouse, Érès, coll. « Mille et Un Bébés », 2007, avec Pascale Mignon
- L’annonce du handicap autour de la naissance en douze questions, Toulouse, Érès, Coll. A l’Aube de la vie, 2006 avec Cd-rom, 2013 pour la nouvelle éd.
- L’enfant face à la mort d’un proche, Paris, Albin Michel, 2006, avec Isabelle Gravillon
- Comment ça fonctionne un père ?, Paris,  éd. De La Martinière, 2003.
- Le cancer est un combat, Toulouse, Érès, coll. « Même pas vrai », 2004.
- Le baby blues n’existe pas, Toulouse, Érès, coll. « Mille et Un Bébés », 2003[10].
- La grossesse n’est pas une maladie, Paris, Syros, 2000.
- Le bébé imaginaire, Toulouse, Érès, coll. « Mille et Un Bébés », 1999.